# Tyreotoksyczne porażenie okresowe
Tyreotoksyczne porażenie okresowe (ang. TPP - thyreotoxic periodic paralysis) jest jednym z porażeń okresowych. Charakteryzuje się czasowym osłabieniem mięśni, głównie obręczy biodrowej i uda. Objawy występują na skutek hipokaliemii u predysponowanych (m.in. genetycznie) chorych z niewyrównaną nadczynnością tarczycy. Choroba ta najbardziej rozpowszechniona jest na Dalekim Wschodzie.